# Puchar Polski (województwo pomorskie) w piłce nożnej mężczyzn (2011/2012)
W sezonie 2011/2012 Puchar Polski na szczeblu regionalnym w województwie pomorskim uczestniczyło 16 drużyn (od 1/8 finału). Rozgrywki wyłoniły zdobywcę Regionalnego Pucharu Polski w województwie pomorskim i uczestnika na szczeblu centralnym Pucharu Polski w sezonie 2012/2013.
Zwyciężyła drużyna Kaszubia Kościerzyna. Wygrała w finale 3:2 z drużyną Gryf Wejherowo. Finał odbył się 9 czerwca 2012 roku o godzinie 13:00 na Stadionie Miejskim im. Kazimierza Deyny w Starogardzie Gdańskim.

## Drużyny biorące udział w rozgrywkach
- Bytovia II Bytów
- Gryf Słupsk
- Pomorze Potęgowo
- Koral Dębnica
- Stolem Gniewino
- Gryf Wejherowo
- Huragan Przodkowo
- Orkan Rumia
- Pomezania Malbork
- Kaszubia Kościerzyna
- Wierzyca Pelplin
- Gryf 2009 Tczew
- Powiśle Dzierzgoń
- Cartusia Kartuzy
- Polonia Gdańsk
- Lechia II Gdańsk

## 1/8 finału
| 11 kwietnia 2012 | Bytovia II Bytów | 6:1 | Gryf Słupsk |       |
|                  |                  |     |             | Bytów |

| 11 kwietnia 2012 | Pomorze Potęgowo | 1:0 | Koral Dębnica |          |
|                  |                  |     |               | Potęgowo |

| 11 kwietnia 2012 | Stolem Gniewino | 0:3 | Gryf Wejherowo |          |
|                  |                 |     |                | Gniewino |

| 11 kwietnia 2012 | Huragan Przodkowo | 0:3 | Orkan Rumia |           |
|                  |                   |     |             | Przodkowo |

| 11 kwietnia 2012 | Pomezania Malbork | 1:2 | Kaszubia Kościerzyna |         |
|                  |                   |     |                      | Malbork |

| 11 kwietnia 2012 | Wierzyca Pelplin | 0:1 | Gryf 2009 Tczew |         |
|                  |                  |     |                 | Pelplin |

| 11 kwietnia 2012 | Powiśle Dzierzgoń | 1:3 | Cartusia Kartuzy |           |
|                  |                   |     |                  | Dzierzgoń |

| 11 kwietnia 2012 | Polonia Gdańsk | 0:2 | Lechia II Gdańsk |        |
|                  |                |     |                  | Gdańsk |

## 1/4 finału
| 3 maja 2012 | Bytovia II Bytów | 3:0 | Pomorze Potęgowo |       |
|             |                  |     |                  | Bytów |

| 9 maja 2012 | Gryf Wejherowo | 3:1 | Orkan Rumia |           |
|             |                |     |             | Wejherowo |

| 9 maja 2012 | Kaszubia Kościerzyna | 2:1 | Gryf 2009 Tczew |             |
|             |                      |     |                 | Kościerzyna |

| 9 maja 2012 | Cartusia Kartuzy | 2:1 | Lechia II Gdańsk |         |
|             |                  |     |                  | Kartuzy |

## 1/2 finału
| 30 maja 2012 | Bytovia II Bytów | 1:6 | Gryf Wejherowo |       |
|              |                  |     |                | Bytów |

| 2 czerwca 2012 | Kaszubia Kościerzyna | 3:2 | Cartusia Kartuzy |             |
|                |                      |     |                  | Kościerzyna |

## Finał
| 9 czerwca 2012 | Gryf Wejherowo                                 | 2:3 | Kaszubia Kościerzyna                                             |                                                         |
| 13:00 CET      | Mateusz Toporkiewicz 31' · Krzysztof Wicki 73' |     | 47' Bartosz Prokopów · 60' Jakub Kaszuba (k) · 80' Jakub Kaszuba | Stadion Miejski im. Kazimierza Deyny, Starogard Gdański |

## Źródła
90 minut